# Jerzy Janowicz
Jerzy Filip Janowicz, Jr [jeʒɨ janɔvit͡ʃ], né le 13 novembre 1990 à Łódź, est un joueur de tennis polonais professionnel à partir de 2007.
Il s'est fait connaître d'abord en 2012 lorsqu'il atteint la finale du Masters de Paris-Bercy puis en 2013 avec sa demi-finale au tournoi de Wimbledon. De fin 2012 jusqu'au printemps 2018, il est le no 1 polonais. Il est par ailleurs le premier joueur polonais de l'histoire à avoir atteint les demi-finales d'un tournoi du Grand Chelem.

## Carrière

### Jeunes années 2002-2004 et difficultés à se former
Jerzy Janowicz commence à jouer au tennis à l'âge de cinq ans. En 2002, il est champion de Pologne dans la catégorie des 12 ans en double et médaille de bronze en simple, puis en hiver il prend la seconde place au supermasters hivernal. En 2003, il obtient une médaille de bronze au championnat de Pologne indoor en double. En 2004, il est deuxième du championnat de Pologne en simple et finaliste en double. Il gagne ensuite le tournoi d'Olsztyn en simple et en double.
La première fois qu'on parle de lui, c'est dans le journal de Lodz qui publie un article le décrivant comme « un garçon au large talent ». Les autres médias de Pologne contestent : « Voyons-le d'abord faire quelque chose sur le terrain ».
Sa carrière s'accélère quand il intègre l'École de Championnat Sport, grâce à des personnes bienveillantes telles que Margaret Hoffmann, Roman Stepien et Janusz Matusiak.

### 2005 à 2011: parcours junior et débuts professionnels

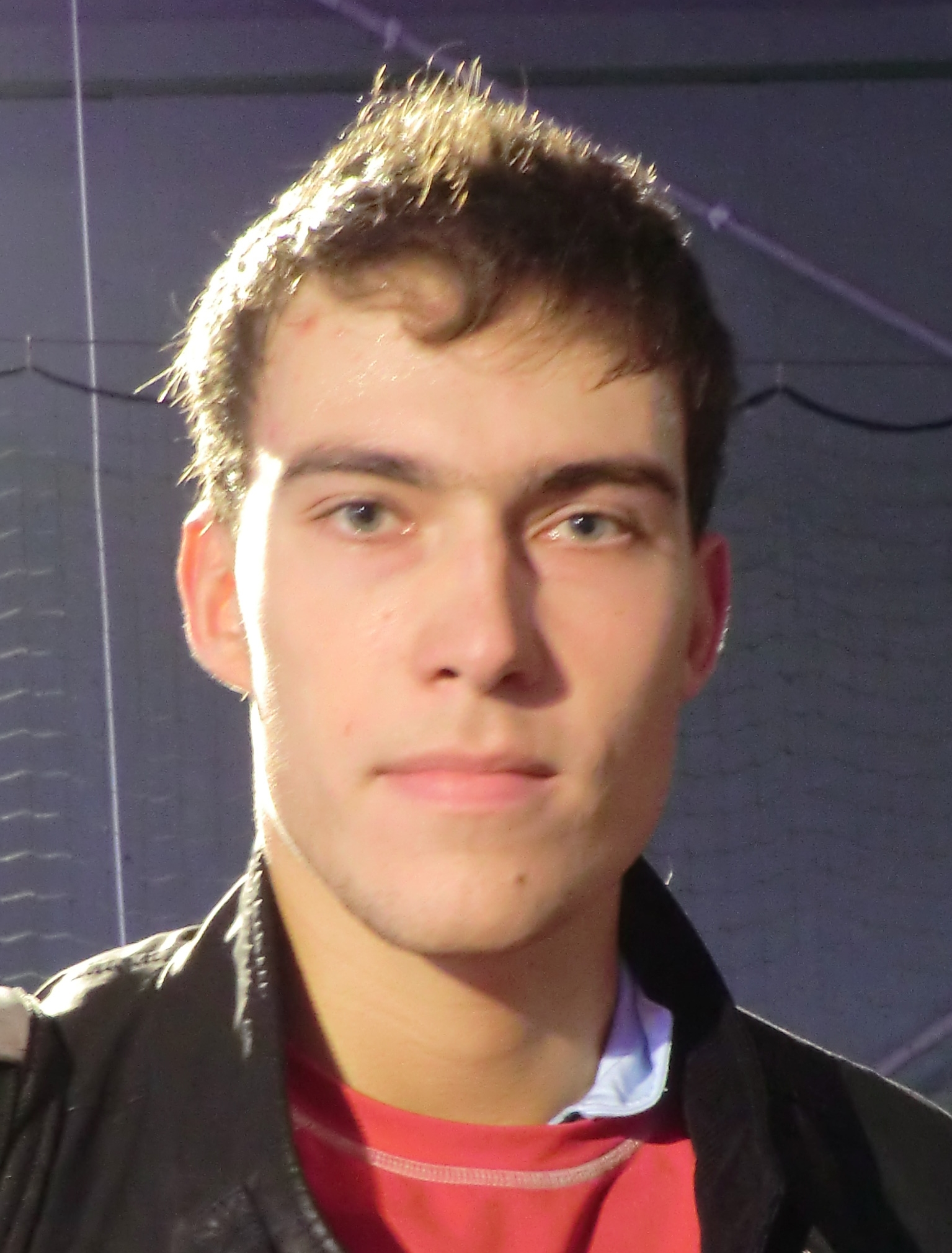
Jerzy Janowicz en 2010.

Sa carrière en tant que professionnel débute en 2005. À ses débuts, il échoue régulièrement en qualification dans plusieurs tournois du Grand Chelem.
En 2006, il est champion de Pologne dans sa catégorie.
Jerzy Janowicz a eu comme meilleur classement junior la 5e place mondiale et a gagné trois tournois juniors dont un à Riyad en Arabie saoudite ; on lui propose alors de prendre la nationalité qatarienne et même de se convertir à l'Islam mais il refuse,. Il a notamment été finaliste de l'US Open 2007 Junior et de Roland-Garros 2008 Junior. En 2008, il gagne plus de 1 000 places à l'ATP, et gagne trois tournois Futures en simple (deux en Pologne et un en Suisse). De plus, il bat Nicolas Mahut, alors no 45 mondial (6-4, 4-6, 6-4), au premier tour du Challenger de Wrocław, mais est éliminé au second tour par Serhiy Stakhovsky. Il obtient ensuite une invitation pour l'Open de Varsovie où il est battu au premier tour par Juan Mónaco (6-4, 6-3). En double, il gagne un tournoi Future en double, associé à Mateusz Kowalczyk. Il joue la Coupe Davis depuis 2008.
En 2009, son parcours en tant que junior prend fin lorsqu'il se qualifie pour son premier tournoi ATP, à l'Open 13 de Marseille. Il y est battu dès le premier tour par l'Italien Andreas Seppi (65-7, 6-3, 63-7). Il reçoit une invitation pour le Classic de Washington, où il est éliminé dès le premier tour par Marc Gicquel (5-7, 6-2, 4-6). Il débute aussi sa collaboration avec l'entraîneur finlandais Kim Tiilikainen.
En 2010, il gagne trois tournois Futures : un en Azerbaïdjan, un en Pologne et un en Biélorussie. Il parvient à se qualifier pour l'Open de Suède mais est battu au premier tour par Ervin Eleskovic. Il gagne aussi le Challenger de St-Rémy en battant notamment Gilles Müller (6-4, 7-64) en quart de finale et Édouard Roger-Vasselin en finale (3-6, 7-68, 7-66). Il est aussi finaliste du Challenger de Salzbourg (indoor).
En 2011, à cause d'un début de saison très difficile et de son manque d'argent, il a failli se retrouver sans entraîneur. Il est finaliste au tournoi Challenger de Poznań en Pologne contre Rui Machado. Il se qualifie aussi pour l'Open de Kitzbühel, mais est ensuite battu au premier tour par João Souza (3-6, 6-4, 63-7).

### 2012: La révélation

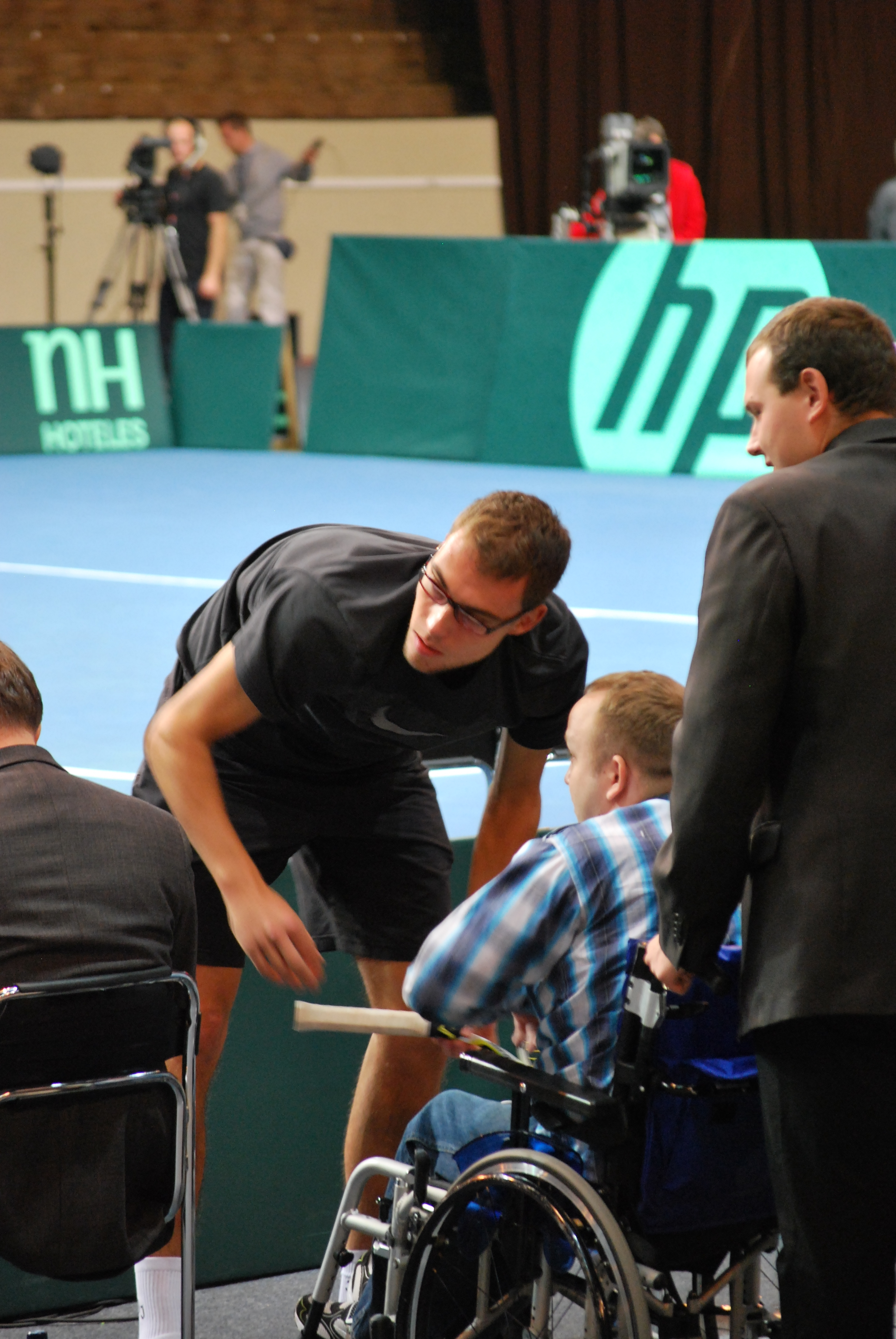
Jerzy à Łódź en 2012.

Après une finale au tournoi Challenger de Wolfsbourg battu par Igor Sijsling dans un match très accroché (6-4, 3-6, 69-7), Jerzy Janowicz gagne en double le tournoi Challenger de Tunis avec Jürgen Zopp, il gagne également le Challenger de Garden Open à Rome en battant notamment Gilles Müller, Rui Machado et Ernests Gulbis.
Il parvient à se qualifier pour l'édition 2012 du tournoi de Wimbledon. Au premier tour, il élimine un autre qualifié, l'Italien Simone Bolelli (3-6, 6-3, 6-3, 6-3). Il parvient ensuite à se hisser au troisième tour en battant le Letton Ernests Gulbis qui venait pourtant de se défaire du septième joueur mondial Tomáš Berdych en trois sets. Janowicz s'impose alors en cinq sets (2-6, 6-4, 3-6, 7-62, 9-7). Au troisième tour, il pousse le 31e mondial, l'Allemand Florian Mayer jusqu'au cinquième set mais il s'incline finalement au bout de 3 h 15 de jeu (65-7, 6-3, 6-2, 3-6, 5-7) (après avoir eu deux balles de match sur le service de son adversaire à 2 set partout 5-4 15-40). Il gagne ensuite deux tournois Challenger de suite : le HealthCity Open à Scheveningen et le Poznań Open à Poznań,. Il est éliminé dès le premier tour de l'US Open, par l'Américain Dennis Novikov.
Jerzy Janowicz gagne ensuite le Challenger de Mons en double avec Tomasz Bednarek, en battant en finale Michaël Llodra et Édouard Roger-Vasselin.
Début octobre, il fait au Tournoi de Moscou un quart de finale, en battant Benjamin Becker (7-66 6-3), et au second tour Carlos Berlocq (6-3, 6-4), Avant d'être battu par Thomaz Bellucci (4-6, 63-7).
Il participe à la fin de l'année au Masters de Paris-Bercy, où il réussit à se qualifier dans le tableau final en battant Dmitri Toursounov (6-2, 6-4), puis Florent Serra (6-2, 6-4). Alors classé 69e mondial, il crée la surprise lors du tournoi : en effet, lors du premier tour, il bat le 19e joueur mondial, Philipp Kohlschreiber (7-65, 6-4) ; au deuxième tour, il gagne face au 15e mondial, Marin Čilić (7-66, 6-2). Il crée la sensation en huitième de finale, en battant le no 3, vainqueur de l'US Open et champion olympique en titre, Andy Murray (5-7, 7-64, 6-2), après avoir écarté une balle de match. Au tour suivant, il défait une nouvelle fois un joueur du top 10, Janko Tipsarević, 9e mondial, par abandon alors qu'il menait 3-6, 6-1, 4-1 (40-0). Puis, en demi-finale, il domine 6-4, 7-5 le 20e joueur mondial, Gilles Simon, en s'appuyant notamment sur son service : il ne concède aucune balle de break et se qualifie pour la première finale ATP de sa carrière ; il s'incline face au 5e joueur mondial, l'Espagnol David Ferrer, sur le score de 6-4, 6-3.
Ayant commencé sa saison à la 221e place mondiale, il aura finalement gagné 195 places pour terminer l'année à la 26e place du classement ATP, son meilleur classement à ce jour, grâce notamment à son parcours à Paris-Bercy qui lui permet de gagner 43 places au classement ATP, mais aussi de changer de statut comme il l'affirme après le tournoi,.

### 2013: Demi-finaliste à Wimbledon

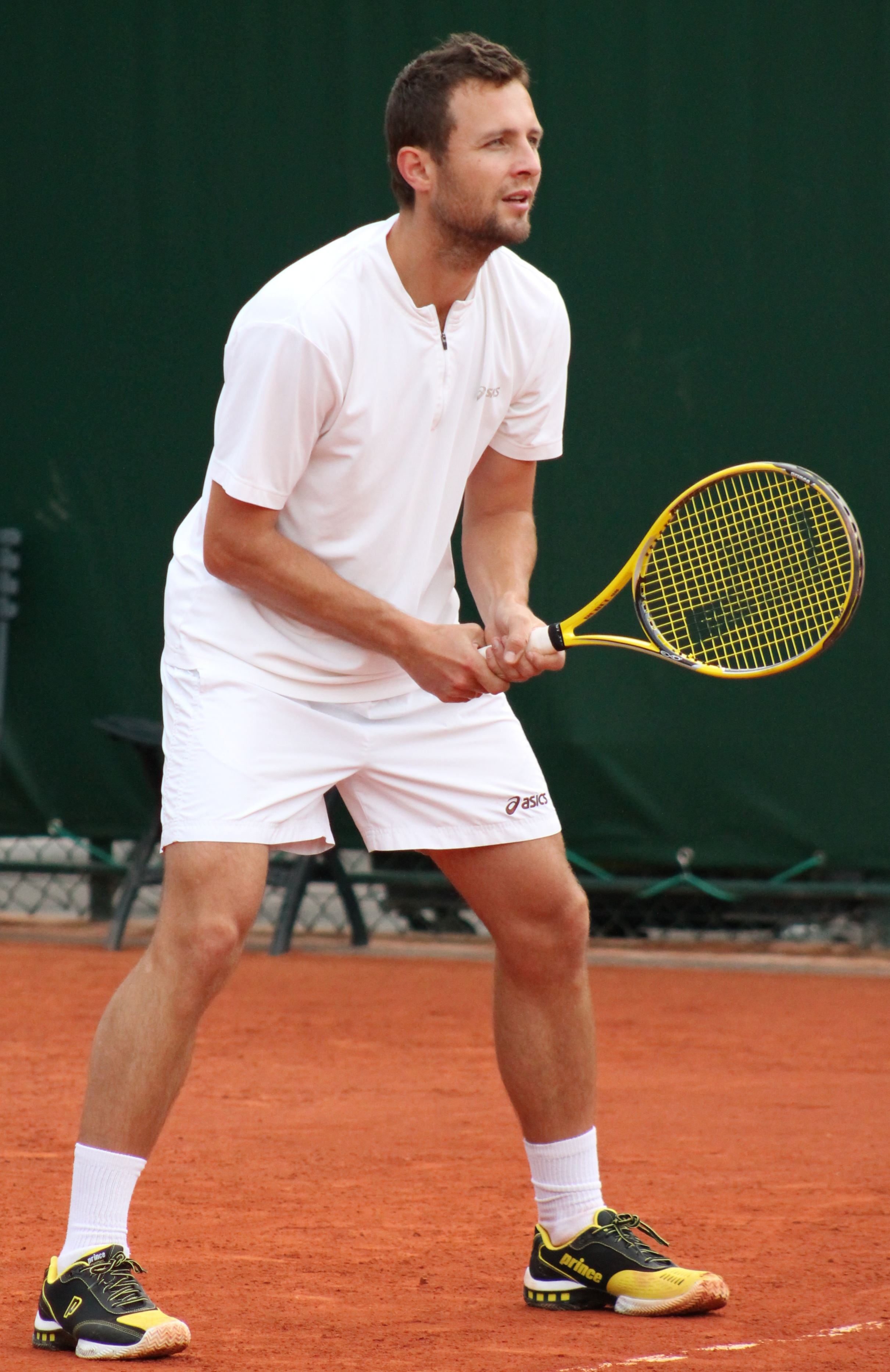
Tomasz Bednarek son partenaire à Roland-Garros 2013.

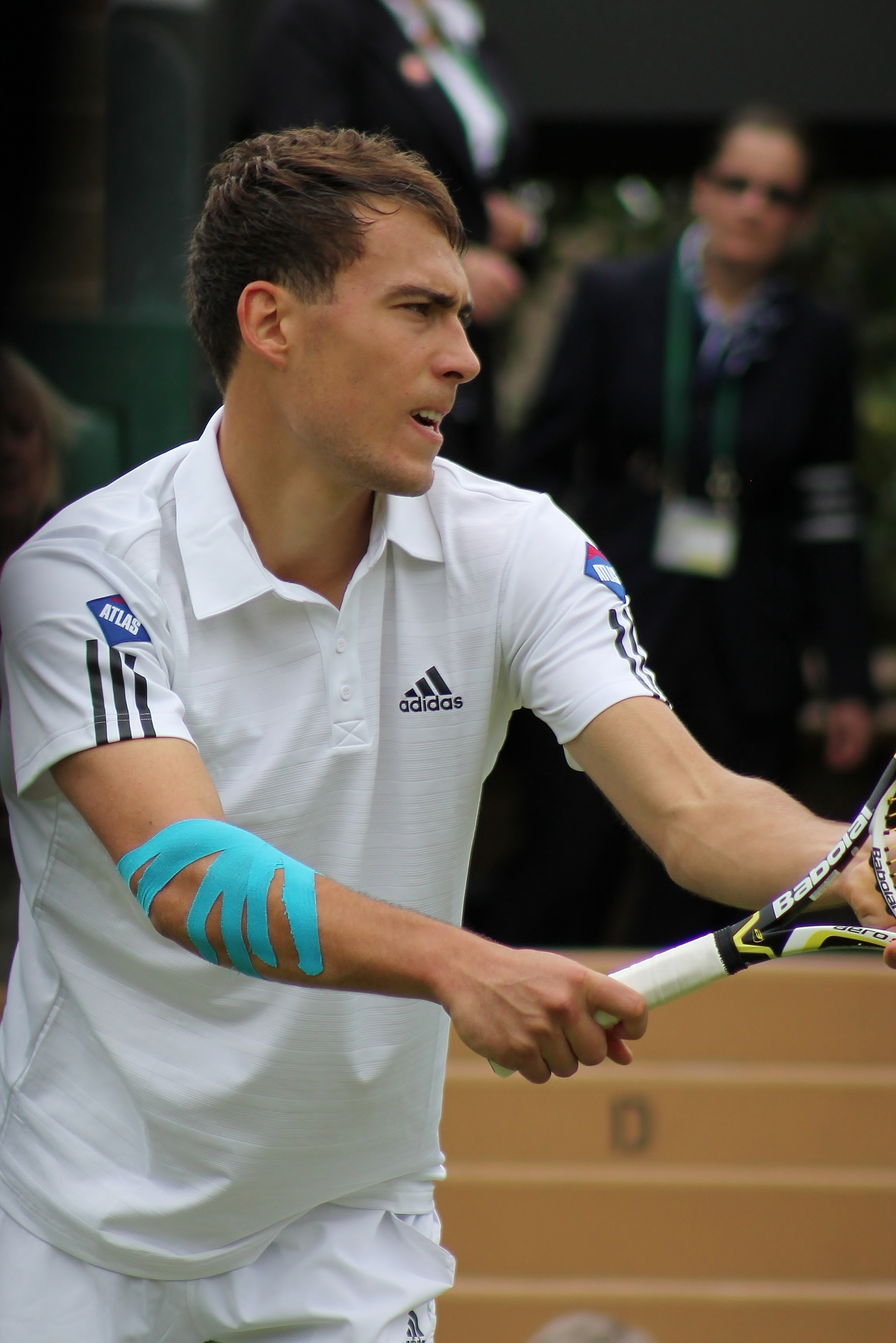
Jerzy Janowicz à Wimbledon 2013.

Jerzy Janowicz commence sa saison 2013 par l'Open d'Auckland, où il est tête de série no 5. Il est éliminé dès le premier tour par Brian Baker (6-4, 65-7, 4-6),. Au premier tour du double de ce même tournoi, avec son partenaire Albert Ramos, ils battent les têtes de série no 4 Daniele Bracciali et Oliver Marach (6-3, 6-4), puis ils sont éliminés en quart de finale par Johan Brunström et Frederik Nielsen (2-6, 4-6).
Il participe la semaine suivante à son premier Open d'Australie, où il est tête de série numéro 24. Il bat Simone Bolelli au premier tour (7-5, 6-4, 6-3), puis Somdev Devvarman au deuxième tour (610-7, 3-6, 6-1, 6-0, 7-5),. C'est la première fois qu'il remporte un match en étant mené deux sets à 0. Au troisième tour, il est sorti par Nicolás Almagro (63-7, 64-7, 1-6). Entre-temps, il joue aussi le premier tour du double avec comme partenaire le Polonais Tomasz Bednarek, où il bat Jamie Delgado et Ken Skupski (6-0, 62-7, 6-3), mais ils sont éliminés au deuxième tour par David Marrero et Fernando Verdasco (1-6, 1-6).
En Coupe Davis, contre la Slovénie, il joue en tant que no 1 pour la Pologne et bat dans son premier match Blaž Kavčič (6-3, 6-3, 7-5), puis il qualifie la Pologne pour le second tour du groupe 1 en battant Grega Žemlja (7-64, 6-3, 6-3) en deux heures et une minute, en réussissant un ace mesuré à une vitesse de 240 km/h lors du jeu décisif du premier set à 6-4.
Au Tournoi de Rotterdam, il perd dès le premier tour contre Victor Hănescu (64-7, 3-6). La semaine suivante, il participe à l'Open 13, à Marseille, et bat au premier tour facilement Lukáš Rosol (6-2, 6-4),, et au second tour Julien Benneteau (7-60, 6-3) en réussissant quatorze aces. Il s'incline cependant au tour suivant face au no 6 mondial Tomáš Berdych (3-6, 7-60, 3-6), après un match très disputé,.
Il s'engage début mars dans le Masters d'Indian Wells, où il commence son tournoi de bonne manière en disposant de David Nalbandian (7-64, 4-6, 6-3), mais est ensuite battu par Richard Gasquet (1-6, 4-6). Il enchaîne avec le Masters de Miami où il s'incline dès le second tour face à Thomaz Bellucci (65-7, 6-3, 3-6). Il s'incline une nouvelle fois dès l'entrée de la compétition lors du Masters de Monte-Carlo, face à Kevin Anderson (5-7, 69-7),. Sa saison sur terre battue continue avec le Masters de Madrid, où il bat au premier tour Sam Querrey (6-3, 6-4), mais perd au second tour face à Tomáš Berdych en lui prenant toutefois un set (7-63, 3-6, 2-6). Au Masters de Rome, il bat Santiago Giraldo au premier tour (7-5, 6-2). Ensuite, il s'impose face au no 1 français et no 8 mondial Jo-Wilfried Tsonga (6-4, 7-65), et signe ainsi sa seconde victoire sur un top 8. En huitièmes de finale, il retrouve Richard Gasquet et le défait dans la douleur (3-6, 7-62, 6-4),. Il s'incline cependant ensuite face à Roger Federer (4-6, 62-7) dans un match équilibré,.
Il enchaîne avec le premier Roland-Garros de sa carrière, où il passe le premier tour assez facilement en battant Albert Ramos (7-63, 7-5, 6-3),, il bat au second tour Robin Haase (6-4 4-6 6-4 6-3). Cependant, son tournoi prend fin en s'inclinant face à Stanislas Wawrinka (3-6, 7-62, 3-6, 3-6),, il réalise le service le plus puissant de cette édition (228 km/h). Il atteint aussi les quarts de finale du tournoi de double avec Tomasz Bednarek.
Il est éliminé dès le premier tour de l'Open de Halle,. Fin juin à Wimbledon, il bat le Britannique Kyle Edmund au premier tour (6-2, 6-2, 6-4),, Radek Štěpánek au second tour (6-2, 5-3 ab.),, puis le seizième joueur mondial Nicolás Almagro (7-66, 6-3, 6-4) en réussissant trente aces,. En huitième de finale, le Polonais affronte l'Autrichien Jürgen Melzer, et au terme d'un match en cinq sets (3-6, 7-61, 6-4, 4-6, 6-4), il s'adjuge son premier quart en Grand Chelem. Match à l'enjeu historique puisque jusqu'alors, aucun joueur polonais n'avait atteint une demi-finale en Grand Chelem. Il remporte son premier quart contre son compatriote et ami Łukasz Kubot (7-5, 6-4, 6-4) et les deux joueurs, en larmes, échangent leur maillot à la suite d'une accolade poignante. Jerzy déclarera par la suite « Paris, c'était magique, mais là c'est différent. C'est seulement mon cinquième tournoi du Grand Chelem et j'arrive en demi-finale, je n'arrive pas y croire. Je dois être l'homme le plus heureux du monde ». Il devient ainsi le premier polonais de l'histoire à atteindre ce stade de la compétition dans un tournoi du Grand-Chelem. Il perd ce match contre Andy Murray (7-62, 4-6, 4-6, 3-6),, il réussit aussi le plus grand nombre d'aces dans le tournoi (103 aces) et le service le plus puissant du tournoi (230 km/h). À la suite de ses bonnes performances lors de ce Wimbledon, il rentre dans le top 20 au classement ATP pour la première fois de sa carrière, en atteignant la 17e place.
Quelques jours après l'issue du tournoi de Wimbledon, il reçoit l'Ordre du Mérite de la République de Pologne des mains de Bronisław Komorowski (Président de la République de Pologne),. En juillet, au tournoi de Hambourg, il est battu au troisième tour par Fernando Verdasco (5-7, 0-4 ab.). Son abandon est dû à un problème à la main qui l'a empêché de s'entraîner normalement avant le Masters de Montréal,. Au Masters du Canada, il bat Julien Benneteau au premier tour (3-6, 6-3, 7-5),. Au second tour, il bat Frank Dancevic (7-65, 3-6, 6-4). Il perd ensuite contre Rafael Nadal (66-7, 4-6) après être passé plusieurs fois à deux points de remporter le premier set,. La semaine suivante au Masters de Cincinnati, il est éliminé dès le premier tour par James Blake (1-6, 5-7),. Cependant il participe au double avec Łukasz Kubot. Ils battent au premier tour Janko Tipsarević et Philipp Kohlschreiber (6-1, 6-4). Ils sont éliminés au second tour par Radek Štěpánek et Leander Paes (3-6, 4-6). Fin août, il est éliminé dès le premier tour de l'US Open par Máximo González (4-6, 4-6, 2-6), élimination due principalement à une blessure au dos.
Mi-octobre, pour son retour à l'Open de Stockholm, il bat au second tour Guillermo García-López (6-2, 6-1),. Il est finalement éliminé en quart de finale par Ernests Gulbis (5-7, 6-4, 3-6). La semaine suivante, il participe à l'Open de Valence. Il bat au premier tour Pablo Carreño-Busta (7-5, 7-67),. Au second tour, il bat João Sousa (6-2, 7-5). Il est battu en quart de finale par David Ferrer (4-6, 6-4, 0-6). Lors du dernier tournoi de sa saison, au Masters de Paris-Bercy, il bat au second tour Santiago Giraldo (7-63, 6-3),. Il est finalement battu par Rafael Nadal (7-5, 6-4).
Fin 2013, il se blesse au pied lors d'un entraînement, ce qui l'oblige à déclarer forfait pour la Hopman Cup 2014, qu'il devait disputer aux côtés d'Agnieszka Radwańska. Il est à cet effet remplacé par son compatriote Grzegorz Panfil.

### 2014: Difficultés

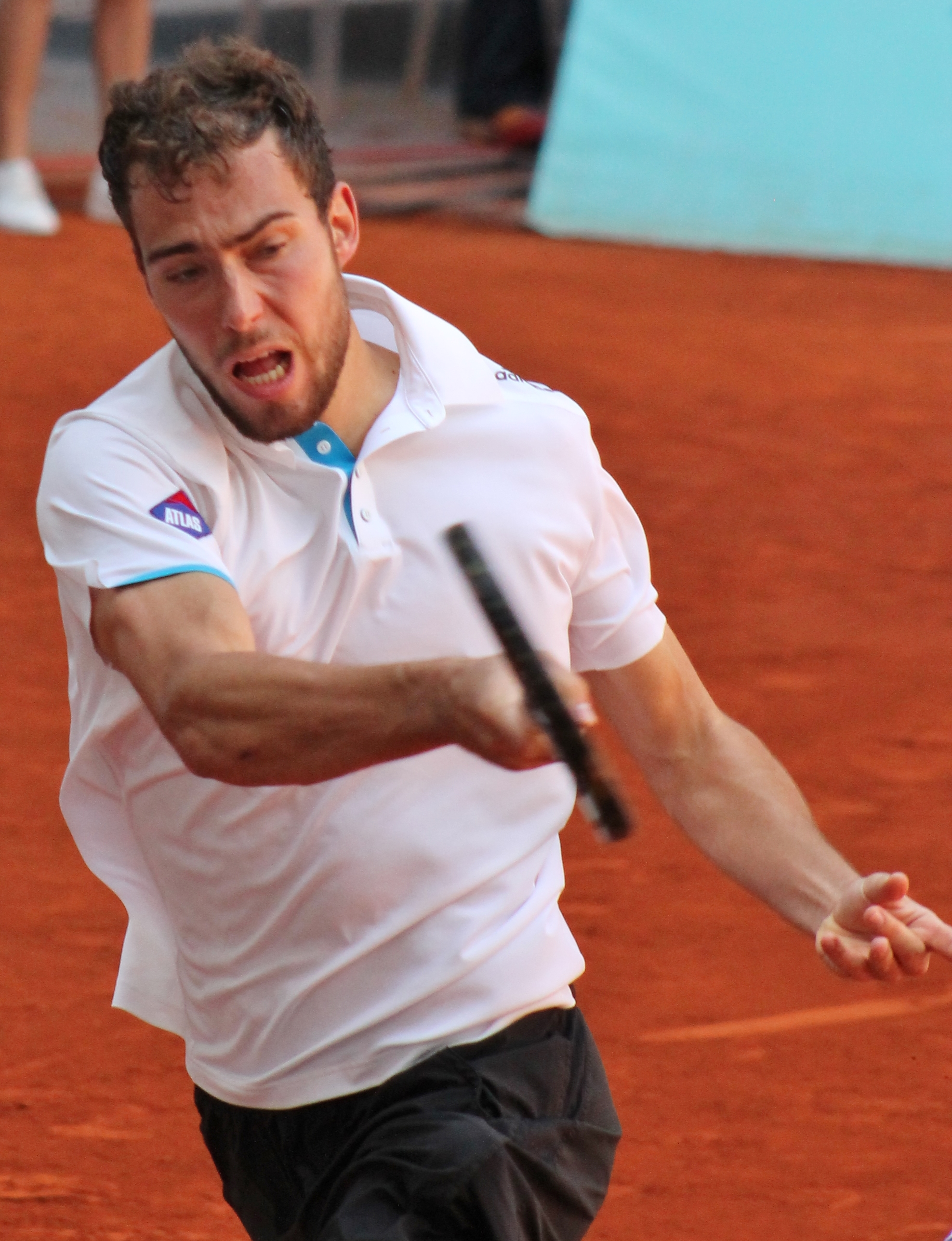
Jerzy Janowicz en 2014.

La saison 2014 de Jerzy Janowicz débute par une défaite au second tour du tournoi de Sydney contre Alexandr Dolgopolov (2-6, 2-6). La semaine suivante, son début à l'Open d'Australie n'est pas idéal puisqu'il perd les deux premiers sets de son match du premier tour contre le joueur local Jordan Thompson, mais il s'en sort finalement (1-6, 4-6, 6-4, 6-2, 6-1). Ensuite, il bat Pablo Andújar au second tour (4-6, 7-63, 7-65, 6-3). Son parcours s'arrête cependant au match suivant, puisqu'il s'incline face à Florian Mayer (5-7, 2-6, 2-6).
Début février, il participe à l'Open de Montpellier où il bat au second tour Adrian Mannarino (7-62, 6-3). Le lendemain, il bat Édouard Roger-Vasselin (6-2, 6-4) ; il est finalement éliminé par Richard Gasquet (66-7, 64-7).
La semaine suivante au tournoi de Rotterdam, il bat Julien Benneteau au premier tour (3-6, 6-4, 6-4). Il bat ensuite Tommy Haas (6-4, 6-4) en réalisant 18 aces, mais il est éliminé en quart de finale par Tomáš Berdych (7-69, 2-6, 4-6). Au Masters d'Indian Wells, il est battu dès son entrée dans la compétition par Alejandro Falla (3-6, 6-2, 65-7). Comme au Masters précédent, il est sorti dès son premier match à Miami par Roberto Bautista-Agut (4-6, 1-6). En avril, il est éliminé dès le premier tour du Masters de Monte-Carlo par Michaël Llodra (4-6, 2-6). Il enchaîne ensuite par une défaite au second tour de l'Open de Barcelone contre Jürgen Melzer (4-6, 61-7). Une semaine plus tard au Masters de Madrid, il continue sa série de défaites et s'incline dès le premier tour contre Ernests Gulbis.
Fin mai, à Roland-Garros, il met fin à sa série noire en battant Víctor Estrella au premier tour (6-1, 6-4, 66-7, 6-4). Au second tour, il élimine Jarko Nieminem en trois sets (7-64, 7-64, 6-4). Il est finalement éliminé par Jo-Wilfried Tsonga (4-6, 4-6, 3-6). Fin juin à Wimbledon, il bat Somdev Devvarman (4-6, 6-3, 6-3, 3-6, 6-3) au premier tour. Au second tour, il bat en cinq sets Lleyton Hewitt (7-5, 6-4, 76-7, 4-6, 6-3). Il est finalement éliminé par Tommy Robredo (2-6, 4-6, 7-65, 6-4, 3-6).
Début juillet, il affronte Dušan Lajović au second tour de l'Open de Suède mais doit abandonner dans le second set à 3-6, 1-1. Ces moins bons résultats seraient dus à des problèmes personnels. La semaine suivante, il bat Albert Ramos (6-0, 7-5) au premier tour du Tournoi de Hambourg, puis est éliminé par Alexandr Dolgopolov (4-6, 1-6).
Mi-août au Masters de Cincinnati, il bat au premier tour Teimuraz Gabachvili (6-4, 6-4). Au tour suivant, il bat Grigor Dimitrov, tête de série no 8 dans ce tournoi (6-4, 3-6, 6-3),. Il est finalement éliminé par Julien Benneteau en huitième de finale (5-7, 1-6). La semaine suivante, il participe à l'Open de Winston-Salem où il bat au premier tour Carlos Berlocq (6-1, 6-4). Au second tour, il bat João Sousa (6-1, 3-6, 7-65). Au tour suivant, il élimine Édouard Roger-Vasselin (4-6, 6-3, 6-4),. En quart de finale, il bat David Goffin (6-4, 6-2) mettant fin à la série d'invincibilité de ce dernier,. En demi-finale, il gagne un match serré contre Sam Querrey où il sauve seize balles de break (4-6, 7-5, 6-4) et se qualifie pour sa seconde finale dans un tournoi ATP,. Il perd cependant la finale contre Lukáš Rosol (6-3, 63-7, 5-7) après avoir eu deux balles de match.
Fin août, il passe pour la première fois de sa jeune carrière le premier tour de l'US Open en éliminant Dušan Lajović (6-3, 7-5, 5-7, 7-5). Il est finalement éliminé par Kevin Anderson (7-66 2-6 1-6 3-6). Quelques semaines plus tard, à l'Open de Moselle, il bat au premier tour Adrian Mannarino (2-6 7-65 6-4). Au second tour, il bat Jarko Nieminem dans un match bouclé en deux sets (6-4 6-4). Il est finalement éliminé par Gaël Monfils (3-6 4-6).
Début octobre, au Masters de Shanghai, il bat au premier tour Édouard Roger-Vasselin (3-6, 7-5, 7-66), mais est éliminé ensuite par Andy Murray (5-7 2-6). Sa saison se termine au Masters de Paris-Bercy, où il est éliminé au premier tour par Sam Querrey (7-65, 2-6, 4-6).

### 2015: vainqueur de la Hopman Cup
Début janvier, il participe à la Hopman Cup avec Agnieszka Radwańska. Il bat lors de son premier match Matthew Ebden (3-6, 7-5, 6-0) et, par la même occasion, donne le second point synonyme de victoire pour son équipe. Il perd son second match contre Andy Murray (2-6, 4-6). Cependant en gagnant le double mixte avec Agnieszka Radwańska, ils permettent à la Pologne d'être leader de leur groupe. Lors de son dernier match de simple en groupe, il bat Benoît Paire (6-4, 7-66). Cette victoire permet à la Pologne de se qualifier pour la finale contre les États-Unis. Le lendemain, il perd son simple contre John Isner (610-7, 4-6) mais par la suite gagne le mixte avec Agnieszka Radwańska contre son adversaire du jour et Serena Williams, ce qui offre la Hopman Cup à la Pologne,.
La semaine suivante, il prend part au tournoi de Sydney où il bat au premier tour Nick Kyrgios (6-1, 66-7, 7-65). Il est finalement éliminé par Leonardo Mayer (6-4, 1-6, 63-7).
Il participe ensuite à l'Open d'Australie, où pour son premier tour il bat Hiroki Moriya (7-65, 2-6, 6-3, 7-5). Au second tour, il se défait de Gaël Monfils (6-4, 1-6, 63-7, 6-3, 6-3). Il est finalement éliminé par Feliciano López (66-7, 4-6, 63-7).
En février, il participe à l'Open de Montpellier, où il bat au premier tour Dustin Brown (2-6, 7-61, 7-5). Au second tour, il bat Benoît Paire (6-2, 3-6, 6-3). En quart de finale, il bat Gilles Simon (6-2, 7-5). Ensuite en demi-finale, il gagne face au Portugais João Sousa dans un match bizarre avec des hauts et des bas pour chacun des joueurs (7-69, 3-6, 6-1). En finale, alors malade et ne jouant que 3 jeux en ne marquant aucun point, il finit par abandonner à peine quelques minutes après le début du match. Au Masters de Miami, il bat Édouard Roger-Vasselin au premier tour (6-4, 6-2), puis Roberto Bautista-Agut au second tour (6-4, 1-6, 6-4), avant d'être éliminé par David Goffin (4-6, 3-6).
Aux Internationaux de France, il bat Maxime Hamou au premier tour (64-7, 6-3, 6-4, 6-4). il est ensuite éliminé au second tour par Leonardo Mayer (4-6, 4-6, 7-61, 1-6). Quelques semaines plus tard, au Tournoi de Halle, il bat au premier tour Pablo Cuevas (6-3, 6-4). Il bat au second tour Alejandro Falla (6-2, 5-7, 6-2)
. Il est finalement battu en quart de finale par Kei Nishikori (4-6, 7-5, 3-6). Au tournoi de Båstad, il bat au premier tour Andrea Arnaboldi (6-4, 7-5).
Il perd dès le premier tour à l'US Open, en effet, il est sorti par Pablo Carreño-Busta. Au début du mois d'octobre, il perd en finale de l'Open d'Orléans face à Jan-Lennard Struff (5-7, 6-4, 6-3).

### 2016: Blessures sur la moitié de l'année
Après plusieurs mois sans pouvoir jouer, il revient sur le circuit principal pour l'US Open, en tant que classement protégé où il affrontera le no 1 mondial, Novak Djokovic dès le premier tour.

### 2017
En 2017, il remporte le Challenger de Bergame en battant Quentin Halys.

## Style de jeu
Jerzy Janowicz est un joueur d'attaque. Droitier, il pratique un revers à deux mains. Il est connu pour utiliser régulièrement et avec succès l'amorti. Ce fut en particulier le cas lors de son parcours à Bercy en 2012,. Il est dorénavant le deuxième serveur le plus rapide de l'histoire de Bercy, ayant réussi un ace à 230 km/h lors de son match contre Andy Murray, il se déplace aussi très bien sur un court et il possède une grande créativité.
Jerzy Janowicz se base sur des services agressifs qui dépassent généralement les 200 km/h, - ses services étant souvent mesurés entre 220 et 230 km/h environ - utilisant un style de jeu de plus en plus courant sur le circuit ATP. Il dispose également d'une forte puissance de frappe. Il a réussi un service chronométré à 251 km/h lors d'un Challenger à Szczecin.

## Vie privée
Pour lancer véritablement sa carrière, Jerzy Janowicz a connu de nombreuses difficultés et sa famille a dû effectuer de nombreux sacrifices. En effet, pour financer son début de carrière qui tardait à éclore, ses parents, d'anciens volleyeurs professionnels, ont vendu leur magasin et un ou deux appartements en Pologne. Il a aussi par la suite dû renoncer à participer à l'Open d'Australie 2012, à cause d'un manque d'argent et de sponsors,, Il déclare d'ailleurs « J’ai eu des problèmes d’argent toute ma vie ».
En mai 2013, il entame une relation avec Marta Domachowska,. En dehors du tennis, il est passionné d'informatique, il connaît toutes les innovations techniques, des jeux informatiques, sait tout sur les programmes. Il aimerait être un ordinateur.

## Palmarès

### Titre en simple messieurs
Aucun

### Finales en simple messieurs
| No | Date       | Nom et lieu du tournoi            | Catégorie    | Dotation    | Surface    | Vainqueur       | Score          |          |
| -- | ---------- | --------------------------------- | ------------ | ----------- | ---------- | --------------- | -------------- | -------- |
| 1  | 29/10/2012 | BNP Paribas Masters, Paris        | Masters 1000 | 2 427 975 € | Dur (int.) | David Ferrer    | 6-4, 6-3       | Parcours |
| 2  | 18/08/2014 | Winston-Salem Open, Winston-Salem | ATP 250      | 598 260 $   | Dur (ext.) | Lukáš Rosol     | 3-6, 7-63, 7-5 | Parcours |
| 3  | 02/02/2015 | Open Sud de France, Montpellier   | ATP 250      | 439 405 €   | Dur (int.) | Richard Gasquet | 3-0, ab.       | Parcours |

### Titre en double messieurs
Aucun

### Finale en double messieurs
| No | Date       | Nom et lieu du tournoi        | Catégorie    | Dotation    | Surface    | Vainqueurs           | Partenaire        | Score            |          |
| -- | ---------- | ----------------------------- | ------------ | ----------- | ---------- | -------------------- | ----------------- | ---------------- | -------- |
| 1  | 07/03/2013 | BNP Paribas Open Indian Wells | Masters 1000 | 5 191 943 $ | Dur (ext.) | Bob Bryan Mike Bryan | Treat Conrad Huey | 6-3, 3-6, [10-6] | Parcours |

## Parcours dans les tournois duGrand Chelem

### En simple
| Année | Open d'Australie | Open d'Australie | Internationaux de France | Internationaux de France | Wimbledon       | Wimbledon     | US Open         | US Open          |
| ----- | ---------------- | ---------------- | ------------------------ | ------------------------ | --------------- | ------------- | --------------- | ---------------- |
| 2012  | —                | —                | —                        | —                        | 3e tour (1/16)  | Florian Mayer | 1er tour (1/64) | Dennis Novikov   |
| 2013  | 3e tour (1/16)   | Nicolás Almagro  | 3e tour (1/16)           | S. Wawrinka              | 1/2 finale      | Andy Murray   | 1er tour (1/64) | Máximo González  |
| 2014  | 3e tour (1/16)   | Florian Mayer    | 3e tour (1/16)           | J.-W. Tsonga             | 3e tour (1/16)  | Tommy Robredo | 2e tour (1/32)  | Kevin Anderson   |
| 2015  | 3e tour (1/16)   | Feliciano López  | 2e tour (1/32)           | Leonardo Mayer           | 1er tour (1/64) | Marsel İlhan  | 1er tour (1/64) | P. Carreño-Busta |
| 2016  | 1er tour (1/64)  | John Isner       | —                        | —                        | —               | —             | 1er tour (1/64) | Novak Djokovic   |
| 2017  | 1er tour (1/64)  | Marin Čilić      | 1er tour (1/64)          | Taro Daniel              | 3e tour (1/16)  | Benoît Paire  | —               | —                |

N.B. : à droite du résultat se trouve le nom de l'ultime adversaire.

### En double
| Année | Open d'Australie                                                                         | Open d'Australie                                                                 | Internationaux de France                                                         | Internationaux de France | Wimbledon                                                                              | Wimbledon                                                                               | US Open | US Open |
| ----- | ---------------------------------------------------------------------------------------- | -------------------------------------------------------------------------------- | -------------------------------------------------------------------------------- | ------------------------ | -------------------------------------------------------------------------------------- | --------------------------------------------------------------------------------------- | ------- | ------- |
| 2013  | 2e tour (1/16) T. Bednarek \|\| style="text-align:left;" \| D. Marrero F. Verdasco       | 1/4 de finale T. Bednarek \|\| style="text-align:left;" \| P. Cuevas H. Zeballos | —                                                                                | —                        | 1er tour (1/32) Ł. Kubot \|\| style="text-align:left;" \| A.-U.-H. Qureshi J.-J. Rojer |                                                                                         |         |         |
| 2014  | —                                                                                        | —                                                                                | —                                                                                | —                        | —                                                                                      | —                                                                                       | —       | —       |
| 2015  | —                                                                                        | —                                                                                | 1er tour (1/32) J. Nieminen \|\| style="text-align:left;" \| C. Berlocq L. Mayer | —                        | —                                                                                      | 1er tour (1/32) T. Bednarek \|\| style="text-align:left;" \| M. Fyrstenberg S. González |         |         |
| 2016  | 2e tour (1/16) M. Fyrstenberg \|\| style="text-align:left;" \| Jamie Murray Bruno Soares | —                                                                                | —                                                                                | —                        | —                                                                                      | —                                                                                       | —       |         |
| 2017  | 2e tour (1/16) M. Matkowski \|\| style="text-align:left;" \| P.-H. Herbert Nicolas Mahut | —                                                                                | —                                                                                | —                        | —                                                                                      |                                                                                         |         |         |

N.B. : le nom du ou de la partenaire se trouve sous le résultat ; le nom des ultimes adversaires se trouve à droite.

## Parcours dans lesMasters 1000
| Année | Indian Wells         | Miami                 | Monte-Carlo          | Madrid              | Rome                     | Canada                 | Cincinnati                  | Shanghai          | Paris                  |
| ----- | -------------------- | --------------------- | -------------------- | ------------------- | ------------------------ | ---------------------- | --------------------------- | ----------------- | ---------------------- |
| 2012  | —                    | —                     | —                    | —                   | —                        | —                      | —                           | —                 | Finale D. Ferrer       |
| 2013  | 3e tour R. Gasquet   | 2e tour T. Bellucci   | 1er tour K. Anderson | 2e tour T. Berdych  | 1/4 de finale R. Federer | 1/8 de finale R. Nadal | 1er tour J. Blake           | —                 | 1/8 de finale R. Nadal |
| 2014  | 2e tour A. Falla     | 2e tour Bautista-Agut | 1er tour M. Llodra   | 1er tour E. Gulbis  | 1er tour Kohlschreiber   | 1er tour P. Polansky   | 1/8 de finale J. Benneteau  | 2e tour A. Murray | 1er tour Sam Querrey   |
| 2015  | 1er tour Schwartzman | 3e tour D. Goffin     | 1er tour F. Fognini  | 1er tour João Sousa | 1er tour G. Dimitrov     | 1er tour I. Karlović   | 1/8 de finale A. Dolgopolov | —                 | —                      |

N.B. : sous le résultat se trouve le nom de l’ultime adversaire.

## Victoires sur le top 10
Toutes ses victoires sur des joueurs classés dans le top 10 de l'ATP lors de la rencontre.
| Légende         |
| Grand Chelem    |
| Masters         |
| Jeux olympiques |
| Masters 1000    |
| 500 Series      |
| 250 Series      |
| Coupe Davis     |

| # | J.J.  | Tournoi    | Année | Surface      | Adversaire         | Rang | Tour | Score             |
| - | ----- | ---------- | ----- | ------------ | ------------------ | ---- | ---- | ----------------- |
| 1 | no 69 | Paris      | 2012  | Dur (int.)   | Andy Murray        | no 3 | 1/8  | 5-7, 7-64, 6-2    |
| 2 | no 69 | Paris      | 2012  | Dur (int.)   | Janko Tipsarević   | no 9 | 1/4  | 3-6, 6-1, 4-1 ab. |
| 3 | no 24 | Rome       | 2013  | Terre battue | Jo-Wilfried Tsonga | no 8 | 1/16 | 6-4, 7-65         |
| 4 | no 24 | Rome       | 2013  | Terre battue | Richard Gasquet    | no 9 | 1/8  | 3-6, 7-62, 6-4    |
| 5 | no 65 | Cincinnati | 2014  | Dur          | Grigor Dimitrov    | no 8 | 1/16 | 6-4, 3-6, 6-3     |

## Classements ATP en fin de saison
| Année          | 2007 | 2008 | 2009 | 2010 | 2011 | 2012 | 2013 | 2014 | 2015 | 2016 | 2017 | 2018 | 2019 | 2020 | 2021 | 2022 | 2023 |
| Rang en simple | 1479 | 339  | 319  | 161  | 221  | 26   | 21   | 43   | 57   | 280  | 123  | 850  | -    | 503  | 507  | 633  | 735  |
| Rang en double | -    | -    | -    | 736  | 868  | 916  | 796  | 268  | 52   | 567  | 574  | 452  | -    | 975  | 1251 | 1278 | 1282 |

Source : (en) Classements de Jerzy Janowicz sur le site officiel de la Fédération internationale de tennis